# Gabriele Francesco Farnese
Gabriele Francesco Farnese (* um 1420; † 1475 in Viterbo) war ein italienischer Adliger.
Als Sohn von Ranuccio di Pietro und Agnese Monaldeschi wurde er wahrscheinlich im zweiten oder dritten Jahrzehnt des 15. Jahrhunderts geboren. In seiner Jugend erlebte er den wirtschaftlichen und kulturellen Aufstieg seiner Familie mit. 1442 wurde er mit der Heirat mit Isabella di Aldobrandino, Tochter des Grafen von Pitigliano, zu einem Teilinstrument der Familienpolitik. Mit dieser Ehe wurden nicht nur die Konflikte zwischen diesen beiden Familien beigelegt, sondern sie markierte auch den Beginn einer Eingliederung der Familie in den alten römischen Adel.
1454 unterstützte er den Vater seiner Frau, den Grafen von Pitigliano, in der bewaffneten Auseinandersetzung mit Siena. Dadurch wurden die guten Beziehungen der Familie Farnese mit Siena vorübergehend belastet. Nach jahrhundertealtem Brauch der Familie hat er das Waffenhandwerk übernommen und erhielt zusätzlich zu Siena die Führung in der päpstlichen Armee bei bewaffneten Aktionen in der Umgebung. Zusammen mit seinen Brüdern Pierluigi und Angelo setzte er das Werk seines Vaters fort und arbeitete an einem Ausbau der territorialen Herrschaft. Den Brüdern gelang es die Beziehungen zu festigen und weiterzuentwickeln, wobei sie das Anliegen ihres Vaters respektierten, die Unteilbarkeit der Verwaltung zu gewährleisten. Nach dem Tod von Angelo wurde dessen Erbrecht an Gabriele Francesco übertragen und dadurch eine Zersplitterung vermieden. Dies war die Grundlage von Reichtum und Macht der nachfolgenden Generationen.
Ranuccio di Pietro hat seinen Söhnen mit Testament vom 2. Juli 1450 die Länder und Schlösser von Ischia, Tessennano, Cellere, Pianano, Valentano, Capodimonte, Piansano, Marta, der Inseln Martana und Bisentina, Canino, Gradoli, Badia al Ponte und Musignano sowie anderer Güter und Immobilien übertragen. Kalixt III. bestätigte ihm und seinen Brüdern die Hälfte der Rechte aus dem Vikariat der Schlösser von Canino, Gradoli und Badia al Ponte. Die verbleibende Hälfte wurde 1464 vollständig von Antonio Piccolomini, dem Neffen von Pius II., für 5000 Fiorini übernommen. Im November desselben Jahres bekräftigte der neu gewählte Papst Paul II. Farnese und seinem Cousin Pier Bertoldo, dem Sohn von Ranuccios Bruder Batolomeo, zusammen mit älteren Rechten, die Länder und Burgen von Valentano, Latera, Tessennano und Piansano.
Im Mai 1461 konnte er zusammen mit Pierluigi die Rechte an der Burg von Marta, gegen einen Kredit von 6000 Fiorini an die Apostolische Kammer, von Pius II. wiedererlangen und seine territoriale Herrschaft stärken. Dank seines guten Prestiges konnte er 1473 als Friedensstifter zwischen den Orvietani und ihren „Comitatini“ auftreten und im folgenden Jahr eine Aufruhr innerhalb der Stadt unterdrücken. Dies verschaffte ihm eine Immunität innerhalb der Gemeinde Orvieto. Er wohnte im Familienpalast in der Gemeinde Viterbo und als er Ende 1475 starb, beschloss die Gemeinde eine feierliche Teilnahme an seiner Beerdigung.
Zusammen mit seinem Bruder Pierluigi konnte er auch das Beziehungsnetz ausbauen und pflegen. Die ausgezeichneten Beziehungen zu den Piccolomini wurden durch die Heirat seiner Tochter Agnese mit Andrea di Nanni Piccolomini Todeschini gestärkt. Zwei Jahre davor wurde die Tochter seines verstorbenen Bruders Angelo, Francesca, mit dem Grafen Guidi di Buoso Attendolo Sforza mit einer Mitgift von 3000 Fiorini verheiratet. Damit wurde eine neue Verwandtschaftsbeziehung in der Poebene erworben, zu der auch sein Sohn Ranuccio bestimmt war, der Ippolita di Federico Pallavicini heiratete. Zu den Medici und Florenz wurden die Beziehungen bereits von seinem Vater Ranuccio gefestigt, der eine enorme Investition (ca. 11.000 Fiorini) in die florentinische Staatsverschuldung vorgenommen hatte. Ranuccios Kinder genossen daraus lange Zeit die Vorteile und Unterstützungen, besonders als Gabriele Francesco seinen kleinen Sohn Ranuccio an Lorenzo il Magnifico empfohlen hat, als dieser Mitte der 1470er Jahre eine militärische Karriere begann.
Von Isabella Orsini hatte Gabriele Francesco wahrscheinlich – neben Agnese und Ranuccio – eine weitere Tochter, die 1480 Sigismondo Castellottieri heiratete und deren Name unbekannt ist, sowie einen weiteren Sohn, Paolo, der apostolischer Protonotar war.